# Kowalów (gromada)
Kowalów – dawna gromada, czyli najmniejsza jednostka podziału terytorialnego Polskiej Rzeczypospolitej Ludowej w latach 1954–1972.
Gromady, z gromadzkimi radami narodowymi (GRN) jako organami władzy najniższego stopnia na wsi, funkcjonowały od reformy reorganizującej administrację wiejską przeprowadzonej jesienią 1954 do momentu ich zniesienia z dniem 1 stycznia 1973, tym samym wypierając organizację gminną w latach 1954–1972.
Gromadę Kowalów z siedzibą GRN w Kowalowie utworzono – jako jedną z 8759 gromad na obszarze Polski – w powiecie rzepińskim w woj. zielonogórskim na mocy uchwały nr V/20/54 WRN w Zielonej Górze z dnia 5 października 1954. W skład jednostki weszły obszary dotychczasowych gromad Kowalów, Sułów, Starków, Radów, Biskupice Stare i Serbów ze zniesionej gminy Kowalów oraz Sienno i Świniary ze zniesionej gminy Ośno Lubuskie w tymże powiecie. Dla gromady ustalono 18 członków gromadzkiej rady narodowej.
1 stycznia 1958 do gromady Kowalów włączono wieś Lisów ze zniesionej gromady Golice w tymże powiecie.
1 stycznia 1959 powiat rzepiński przemianowano na słubicki.
Gromada przetrwała do końca 1972 roku, czyli do kolejnej reformy gminnej. 1 stycznia 1973 – tym razem w powiecie słubickim – reaktywowano gminę Kowalów (zniesiono ją ponownie 15 stycznia 1976).